# Salih

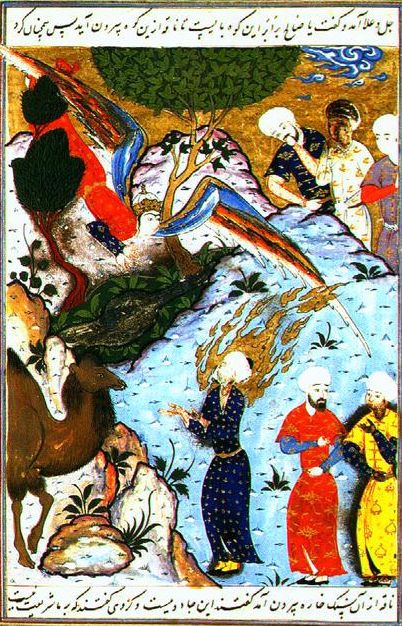
Salih mit der Kamelstute (türkische Miniatur)

Salih oder Saleh (arabisch صالح Sālih, DMG Ṣāliḥ) ist der Name eines (entsprechend Koran-Suren 7 und 11) von Gott (Allah) zum Volk der Thamud gesandten nichtjüdischen Propheten. Das Volk der Thamud aber soll Salihs Mahnungen missachtet und dafür von Gott bestraft worden sein, so die islamische Überlieferung.
Die Bibel kündigt im Alten Testament (Gen 49,10 ) Schilo an:

„Nie weicht von (dem Stamme) Juda das Zepter, der Herrscherstab von seinen Füßen (besser: der Stab, auf dem die Herrschaft fußt), bis der Schilo kommt, dem der Gehorsam der Völker gebührt.“

Die Bedeutung dieses Wortes ist ungeklärt und daher Ansatzpunkt für Spekulationen, zu denen auch die Gleichsetzung mit dem Messias, David oder diversen Propheten gehört. Auch die Gleichsetzung mit dem arabischen Salih ist nicht verbürgt.

## Salih im Islam
Zentraler Punkt und herausragendes Element in der koranischen Erzählung ist die Erwähnung der Kamelstute, die von Gott als „Zeichen“ bzw. „Prüfung, Versuchung“ (Fitna, in Sure 54, 27) oder auch „Beweis“ (in Sure 17:59) geschickt wurde. Salih ermahnte sein Volk, die Kamelstute allein zu lassen, damit sie ungehindert fressen und trinken könne. Doch Angehörige vom Volk der Thamud schnitten dem Kamel die Flechsen durch und töteten es. Darauf verhöhnten sie Salih und forderten von ihm die angedrohte Strafe. Er bat sie, drei Tage lang in ihren Häusern zu bleiben, worauf ein Unwetter (Sure 51:44 und Sure 69:5) bzw. ein Erdbeben (Sure 7:78) ausbrach und sie am anderen Morgen in ihren Häusern tot am Boden lagen. Das alte Hegra, wo auch Thamud lebten, erhielt im Mittelalter im Zusammenhang mit dieser Legende den Namen Mada'in Salih.
Die islamische Legende hat wundersame Erzählungen über die Zeugung und Geburt von Salih hinzugefügt. Wohl aus dem Grunde, dass er im Koran oft im Zusammenhang mit Noah genannt wird – Beispiele gibt es in Sure 14, 9; 9, 70; 22, 42; 25, 37–38; 40, 31; 50, 12 –, wird Salihs Stammbaum bis auf Noah zurückgeführt. Im Islam entspricht Salih keinem der biblischen Propheten, doch nach islamischer Überlieferung sollen Propheten wie Salih und Hūd unter den Arabern so bekannt wie Ibrahim und seine Nachkommen gewesen sein. 